# Le Matin du monde
Le Matin du monde est la vingt-deuxième histoire de la série Yoko Tsuno de Roger Leloup. Elle est publiée pour la première fois du no 2613 au no 2630 du journal Spirou, puis en album en 1988.

## Univers

### Synopsis
Monya, passionnée pour l'art indonésien, a dérobé une statuette en 1350, année où survint une éruption du volcan Agung. Ce vol ayant été découvert, une danseuse, Narki, est accusée et condamnée à mort. Monya fait donc appel à Yoko et à ses amis pour qu'ils l'aident à restituer la statuette et à sauver la vie de la danseuse. Leur départ est précipité par Mike, un fanatique, qui essaie de les tuer. 

Arrivés en 1350, ils doivent sauver Narki qui, droguée, est vouée à être sacrifiée aux démons de l'Agung, des ptéranodons. Narki est sauvée in extremis durant l'éruption du volcan, puis confiée par Monya aux indigènes de Bornéo en 1520. Le bas-relief visible à la fin de l'album, représentant Narki, est également celle que l'on voit au début de l'album La Spirale du temps.

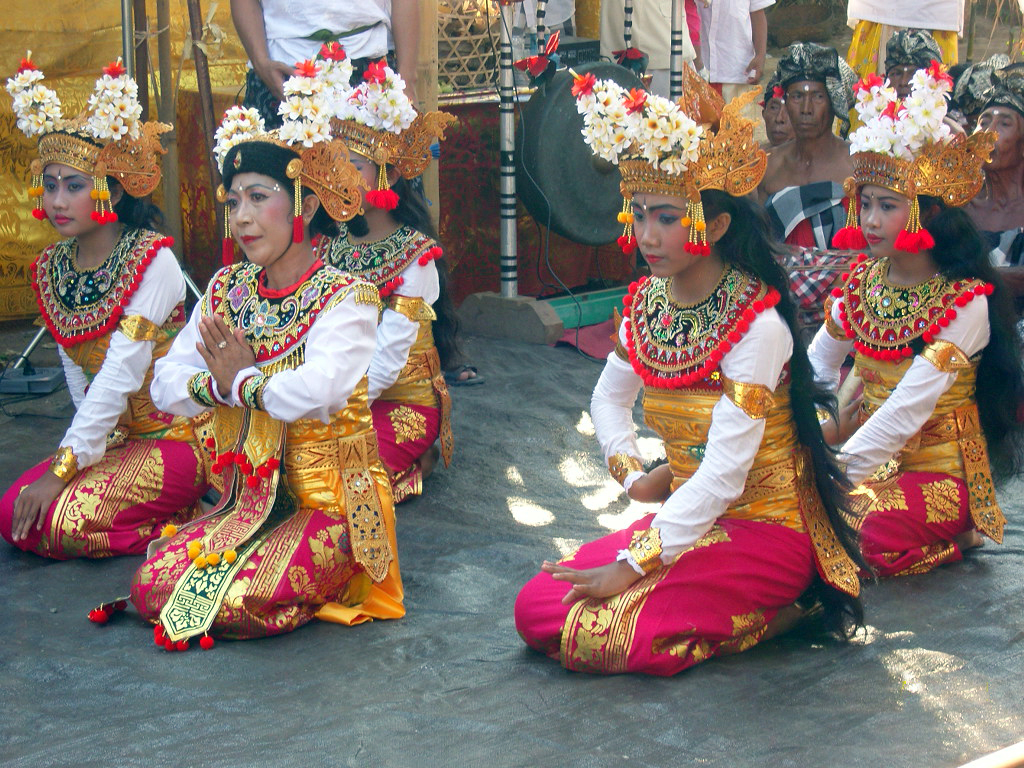
Danseuses de Gamelan Gambuh en costumes traditionnels.

### Personnages

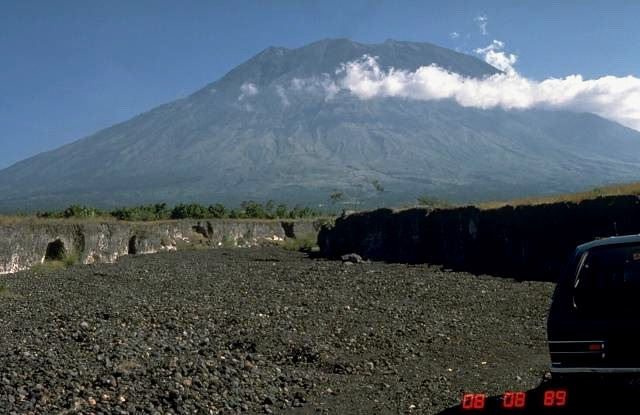
L'Agung.

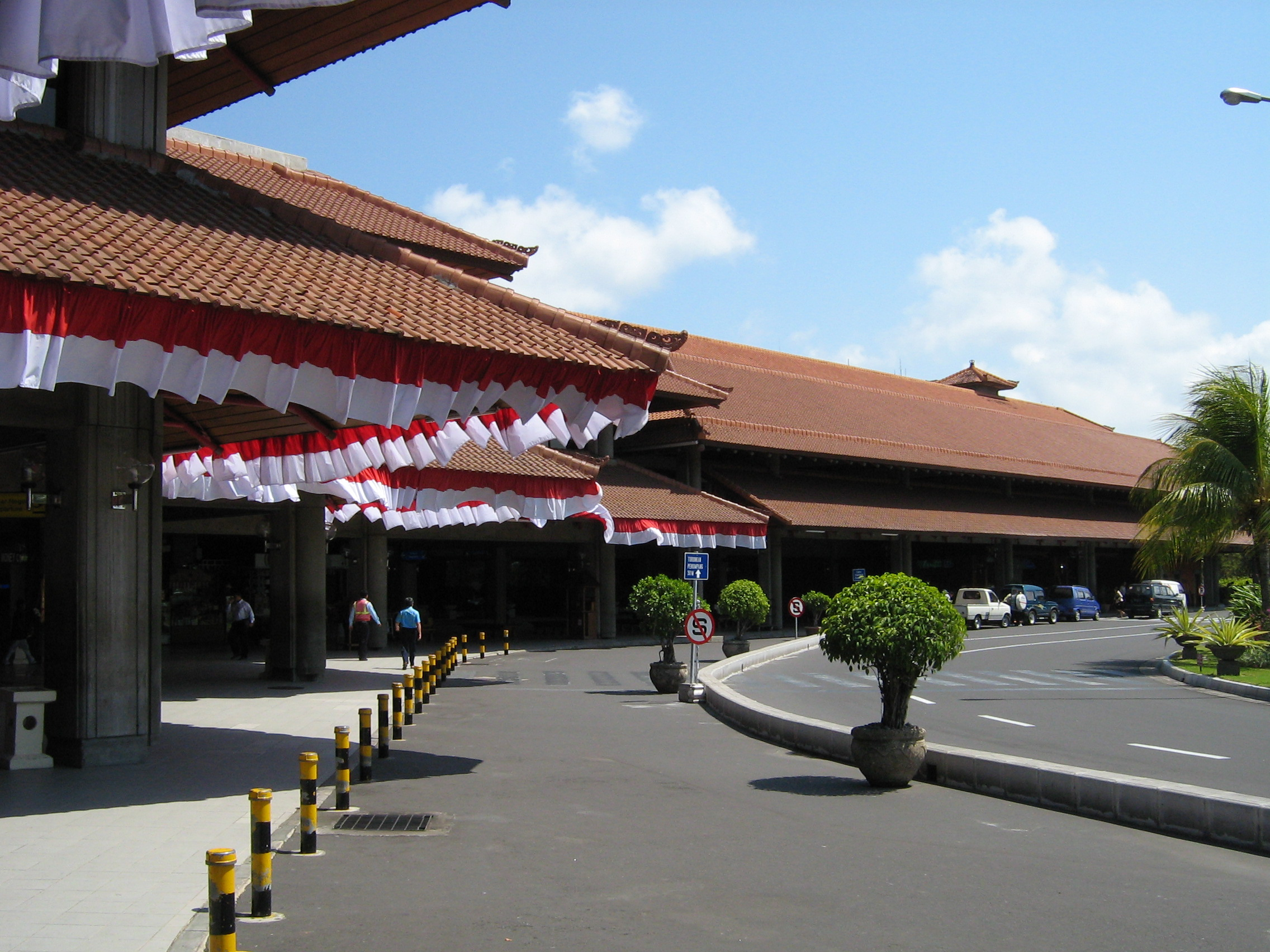
Aéroport de Denpasar où le trio, Rosée et Monya embarquent à bord du taxi.

| Trio                                  | Alliés                                           | Adversaires      |
| ------------------------------------- | ------------------------------------------------ | ---------------- |
| - Yoko Tsuno - Vic Vidéo - Pol Pitron | - Rosée du matin - Monya - Narki - Rangda - Wati | - Mike - Ramanik |

## Lieux
- Île de Bali :
  - Aéroport international de Denpasar
  - Volcan Agung
- Bornéo

## Historique
Pendant un voyage à Hong Kong, Roger Leloup avait été interloqué par une affiche dont le slogan en anglais était : "Every monday and friday, we bring you to the morning of the world!". Soit, en français : "Chaque lundi et vendredi, nous vous emmenons au matin du monde" ! Son guide lui expliqua qu'il s'agissait d'un vol bihebdomadaire pour l'île de Bali, qui exploite ce surnom poétique. Celui-ci lui est resté à l'esprit et il a proposé plus tard à sa fille de découvrir ce fameux "matin du monde".
Il s'y est alors rendu avec elle pendant la période de la Toussaint. Alors qu'il faisait un temps déplorable en Belgique, il régnait là-bas une chaleur écrasante. Épuisé par le voyage, il s'est alors couché. Le lendemain, on lui a fait visiter un temple, où des danseurs et danseuses se livraient à des danses traditionnelles. C'était un dépaysement extraordinaire ! Il avait réellement l'impression d'avoir remonté le temps ! Ainsi, il était immergé dans la culture balinaise. C'est le président Soekarno, en poste entre 1945 et 1967, qui a obligé les Balinaises à porter une pièce de tissu sur les seins. Avant, elles dansaient les seins nus, comme les Tahitiennes. Cela a préservé la spiritualité des temples et a les a sauvées du tourisme voyeuriste.

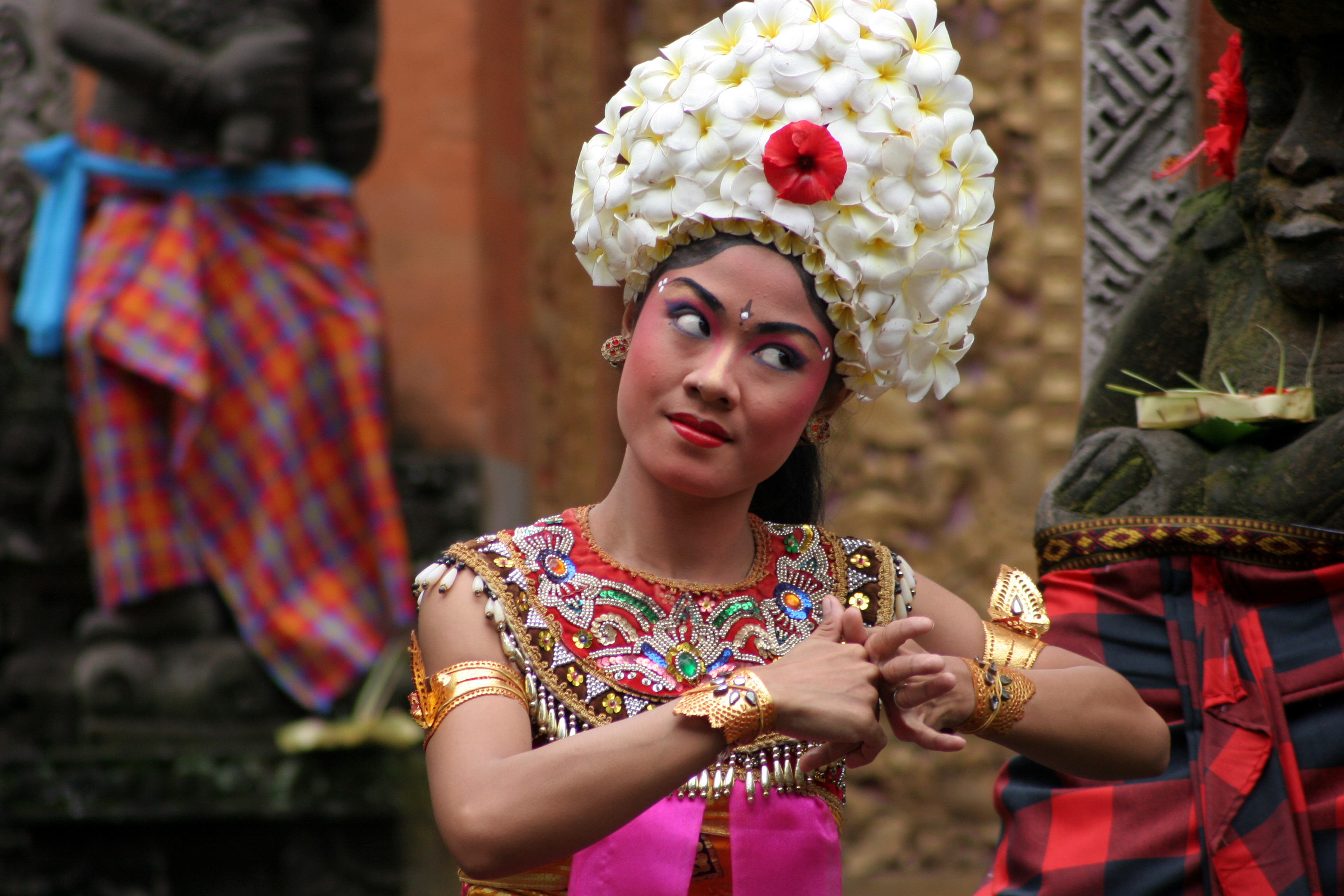
Diverses traditions de danse, existent en Indonésie, les danses balinaises incluent des mouvements du corps, des mains et des yeux.

Leloup est resté là une dizaine de jours, à photographier et filmer ce paradis tropical, où sont préservées les architectures du passé. Un spectacle de danses rituelles hebdomadaire était organisé. En s'y rendant, il avait réservé une table près de la scène pour filmer les danseuses dans les meilleurs conditions. Constatant qu'il avait oublié ses batteries, il quitte la salle et passe par les coulisses, où les danseuses s'habillaient. Une jeune femme mettait une ceinture à une autre. L'auteur lui donnait vingt ans. En lui parlant, il a appris qu'elle en avait en fait quarante-deux ! Il considère que dans cette région, les gens sont superbes, c'est vraiment un très beau peuple.
Il a également assisté à une vraie crémation en plein air. Les défunts sont conservés le temps nécessaire pour rassembler les fonds nécessaires pour leur procurer une fin digne de leur rang. Certains bûchers sont de véritables monuments décoratifs, mais pendant l'incinération, les ordonnateurs du service injectent du pétrole dans le foyer pour attiser le brasier, via de longs tuyaux. C'est l'influence du progrès sur la tradition. Quand c'est terminé, la population réunit les cendres et part en camions, femmes et hommes séparés, pour les jeter à la mer.

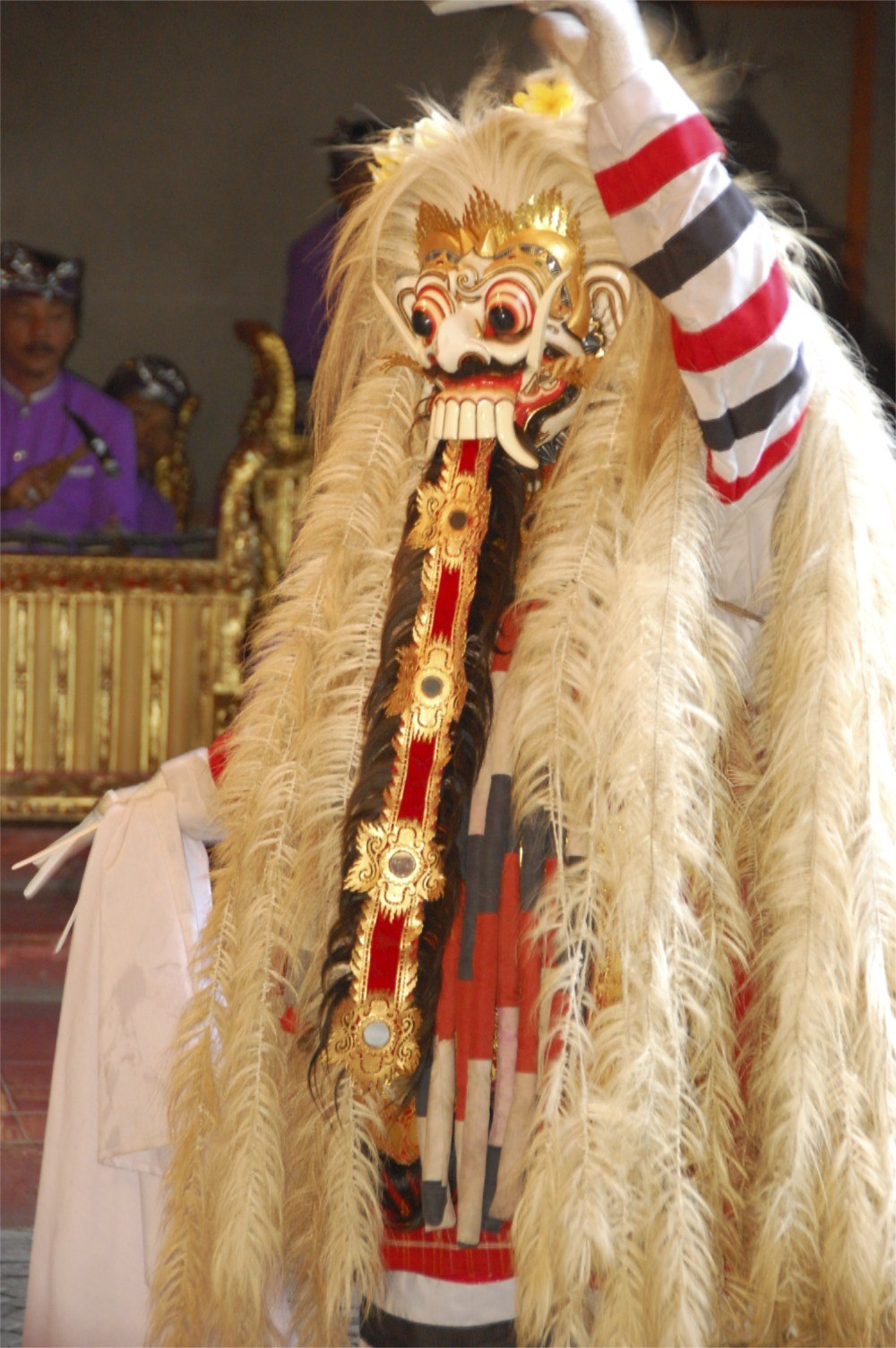
Représentation de Rangda dans la danse balinaise du Barong.

La sorcière Rangda est un personnage symbolique de Bali. Elle incarne le Mal, les sortilèges. Comme la sorcière du conte Hansel et Gretel.
La statuette au centre de l'intrigue est inspirée d'une statuette en bois de santal que Leloup a rapporté de Bali. Les artistes locaux les gravent sur leurs genoux, assis en tailleur. À propos d'artistes, il a aussi vu des adolescents qui passaient des tableaux à la plume peut-être mieux qu'il pourrais le faire lui-même.
Les chauve-souris lui ont aussi fait forte impression. Des milliers d'entre elles étaient suspendues au plafond d'une grotte transformée en temple, où se recueillaient les fidèles au cours d'une cérémonie pour une naissance. Elles étaient accrochées par leurs pattes, les ailes repliées, observant le public agenouillé en sari. C'était un peu comme deux peuples se regardant. Là-bas, ces animaux sont sacrés et traités avec un profond respect.
Toujours sur place, il a improvisé un dessin de la danseuse balinaise, qui lui a demandé quatre soirées de travail. Il a usé quatre crayons de couleur, à cause de l'humidité, qui était telle qu'une partie de son matériel était totalement moisi. Il avait donc du mal à obtenir une pointe fine. C'était pour lui très émouvant, il n'aurait jamais pensé qu'il ferait un dessin là-bas. Il l'a montré à des vendeurs de tableaux, qui lui ont dit "Restez ici ! En vendant un dessin comme celui-ci par semaine, vous vivrez très bien." Seulement, il préférait rejoindre sa famille. Bali est un endroit magique, mais peut-être pas pour y vivre toute sa vie. Il est donc revenu en Belgique.
L'auteur avait très envie de raconter une histoire à Bali. De plus, son public réclamait le retour de Monya. Puisqu'il lui semblait intéressant de localiser le récit dans ce passé encore si présent sur l'île, son translateur allait être utile. Au départ, il avait créé cet appareil pour une utilisation unique. En effet, il préfère imaginer de nouvelles machines pour chacune de ses histoires et devoir redessiner le même ne l'amuse pas beaucoup. Toutefois, ici, le bonheur d'envoyer Yoko dans le Bali ancestral lui a permis de dépasser cette appréhension. Il lui fallait donc trouver une raison d'y envoyer son héroïne. Il avait appris qu'en 1350, l'éruption du volcan Agung avait détruit tout le patrimoine artistique de l'île. Il n'en restait rien. Et si Monya, grâce à sa machine à voyager dans le temps, avait essayé d'en sauver une partie ? Ce fut le point de départ, cette envie de sauver de la destruction des objets inestimables. Pour les dérober, elle se faisait aider par une danseuses... et celle-ci était condamnée à mort pour ce vol, Yoko devait intervenir pour la sauver.
Concernant les paradoxes temporels, l'électronicienne n'a pas modifié le cours du temps, puisque la danseuse n'a jamais été tuée, elle n'a donc pas empêché de se produire quelque chose qui s'est vraiment déroulé dans le passé. Et elle n'a laissé aucune trace de son passage (tel que l'ULM), parce que le volcan, pendant l'éruption, a tout détruit.
Trouver des ptéranodons sur Bali peut paraître bizarre, mais on peut très bien imaginer qu'ils aient survécu sur l'île jusqu'à cette époque... et que l'éruption de l'Agung ait fait disparaître toute leurs traces. C'est un peu comme dans King Kong, auquel la scène du sacrifice peut faire penser. Mais ce n'est qu'après l'avoir dessinée qu'il a songé à ces points communs.
En éclaircissant l'intérêt spontané qu'avait eu la Japonaise dans La Spirale du temps pour un bas-relief dédié à une danseuse sacrée sur un temple de Bornéo, Leloup tend une passerelle entre plusieurs univers séparés. À ce moment-là, Yoko n'avait pas encore voyagé dans le passé, mais il était écrit dans la pierre qu'elle l'avait fait ! Simplement, il lui fallait vivre Le Matin du monde pour comprendre sa fascination pour cet élément de décoration.

## Publication

### Revues
Il a été prépublié dans le journal Spirou numéros 2613 à 2630 du 11 mai au 7 septembre 1988.

### Album
Cette histoire est publiée en album pour la première fois en 1988 chez Dupuis et connaitra diverses rééditions par la suite. En 2007, elle est intégrée au troisième volume de l'Intégrale Yoko Tsuno, À la poursuite du temps,.
Cet album est le deuxième à utiliser le thème du voyage dans le temps, le premier étant La Spirale du temps. Il marque également la seconde apparition du Colibri, l'avion de Yoko apparu dans Le Canon de Kra, mais dans une version biplace.